# فرقة هارموني هارمونيكا للقوات المسلحة التركية

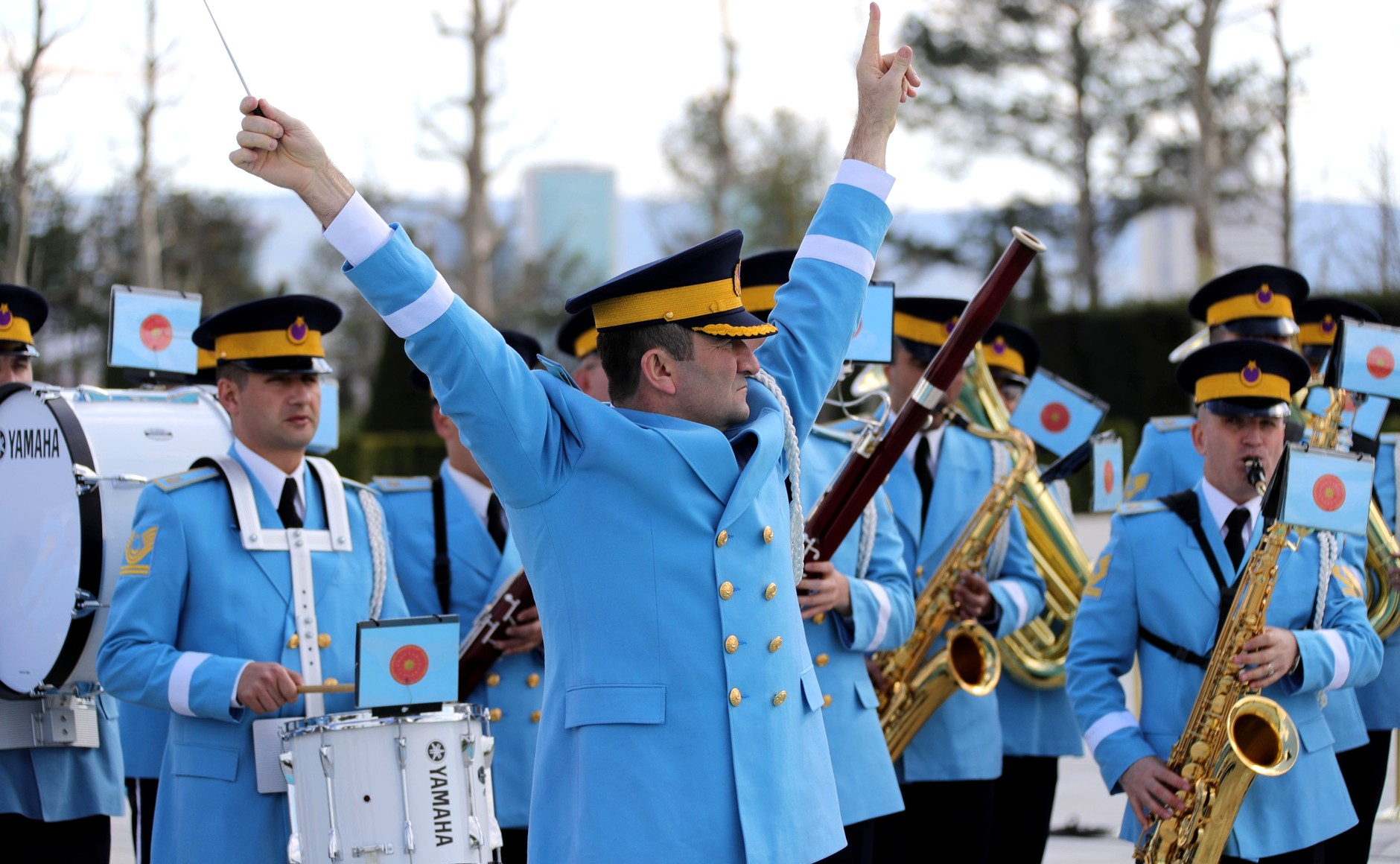

فرقة هارموني هارمونيكا للقوات المسلحة التركية ، أو اختصارًا (TSK Harmony Harmony) ، هي الفرقة التي تمثل القوات المسلحة التركية على مستوى قادة القوات وهيئة الأركان العامة. مركز تدريب قيادة القوات المسلحة التركية ، المرتبط بمدارس باندون ، في أنقرة  تركيا ملحقة بجوقة جامعة الدفاع الوطني في عام 2016 بعد محاولة انقلاب عسكرية. في الداخل والخارج جمهورية تركيا المسلحة التي قدمت حفلات موسيقية تمثل القوة  جوقة الأغنية وأعضاء الكورال من نشيد نجدت أوران المؤلف إلى ما بين عامي 1961 و 1968 شغل منصب قائد القوات البحرية نجدت وأعطي اسم أورانيا. تم تأليف عصمت باشا على شرف عصمت إينونو.